# 皿引
皿引（さらひき）は、千葉県君津市の地名。丁番を持たない単独町名で、郵便番号は299-1116。

## 地理
市内西部、小糸川の支流馬登川の左岸に位置する。地内は馬登川に面する東側以外の周囲を山林に囲まれ、東部から南西部にかけての平坦地に水田と集落が広がる。
北で六手、東で尾車・馬登、南から西にかけて大山野とそれぞれ接する（いずれも君津市）。

### 河川
- 馬登川 - 尾車地区との境界をなす。

## 歴史

### 地名の由来
日本武尊の東征伝説において、日本武尊に敗れた当地の豪族・阿久留王が血を引いて帰ったことから「血引村」と称していたものが、後に「皿引村」に変化したとされる。

### 沿革
- 江戸時代 - 周淮郡皿引村成立。寛文12年（1672年）には幕府領、後に幕府および旗本中山2氏の相給を経て旗本赤松氏領[4]。
- 1873年（明治6年） - 皿引村、千葉県に所属[4]。
- 1889年（明治22年）4月1日 - 町村制施行により周淮郡周南村大字皿引となる[4]。
- 1897年（明治30年）4月1日 - 周南村、郡統合により君津郡所属となる。
- 1954年（昭和29年）3月31日 - 周南村と君津町（初代）・貞元村が合併し君津郡君津町（2代目）が成立、同町の大字となる。
- 1971年（昭和46年）9月1日 - 君津町が市制施行し、君津市となる。

## 世帯数と人口
2020年（令和2年）12月31日現在の世帯数と人口は以下の通りである。
| 大字 | 世帯数 | 人口 |
| ---- | ------ | ---- |
| 皿引 | 24世帯 | 60人 |

## 小・中学校の学区
市立小・中学校に通う場合、学区は以下の通りとなる。
| 番地 | 小学校             | 中学校             |
| ---- | ------------------ | ------------------ |
| 全域 | 君津市立周南小学校 | 君津市立周南中学校 |

## 交通
地内を通る鉄道路線・バス路線・高速道路・国道・県道はない。最寄駅はJR内房線君津駅・佐貫町駅。

### 橋梁
- 岩田橋 - 尾車との境界で馬登川を渡る君津市道の橋。

## 史跡
- 御太刀神社